# 科斯尼帕塔區
科斯尼帕塔區（西班牙語：Distrito de Kosñipata），是秘魯的一個區，位於該國南部庫斯科大區的保卡坦博省，始建於1962年6月15日，面積3,745.68平方公里，海拔高度527米，2005年人口4,610，人口密度每平方公里1.2人。